# Josiah Gilbert Holland

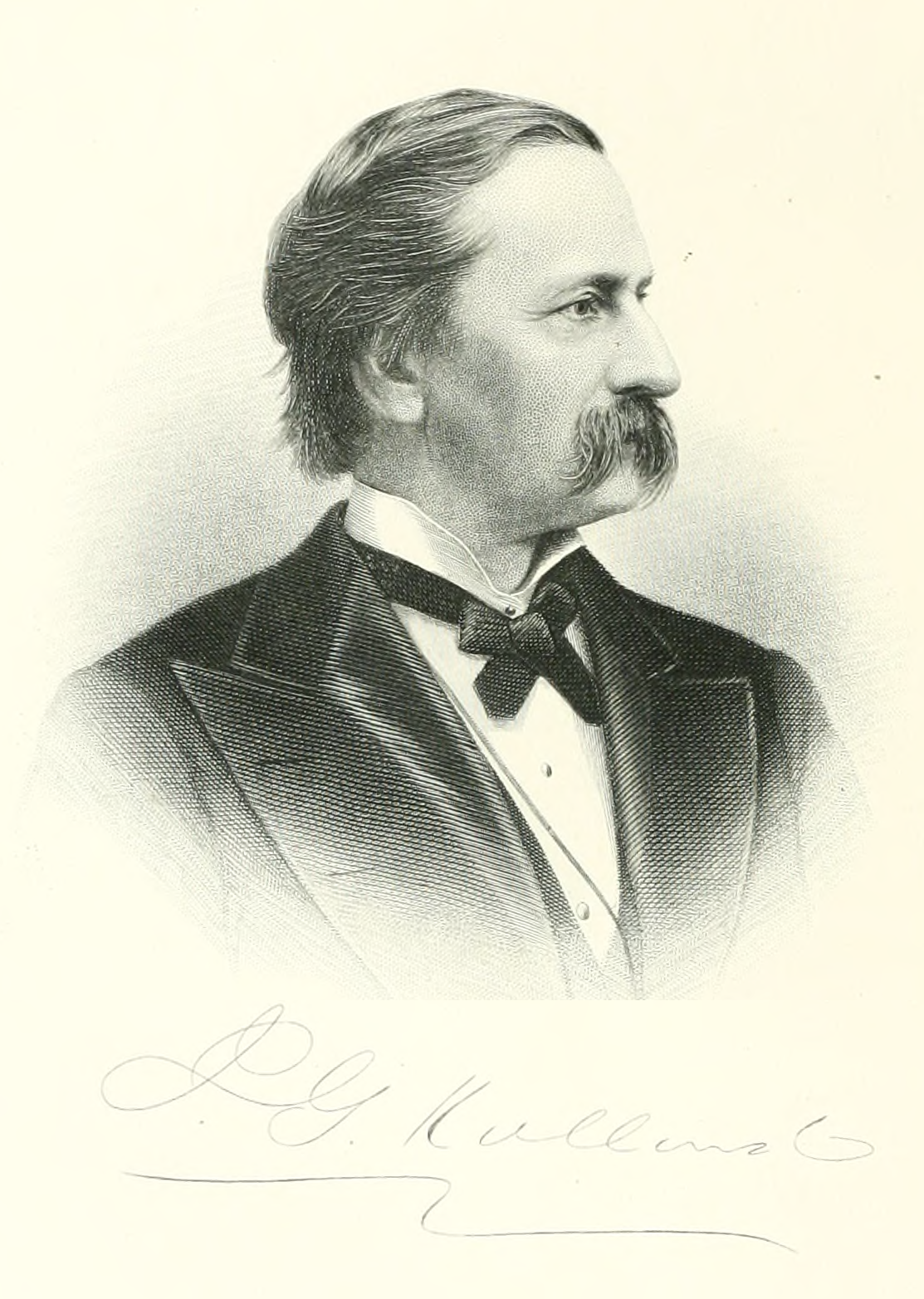
Josiah Gilbert Holland.

Josiah Gilbert Holland, född den 24 juli 1819 i Belchertown, Massachusetts, död den 12 oktober 1881 i New York, var en amerikansk författare.
Holland praktiserade några år som läkare i Springfield, men ingick sedan i redaktionen för "Springfield Republican", där han publicerade History of western Massachusetts (1855), romanen The bay path (1857) och, under pseudonymen Timothy Titcomb, en följd brev och essayer, sedan utgivna i bokform som Letters to young people (1858; "Bref till ungdom och unga makar", 1874; 2:a upplagan 1884), samt skaldestycket Bitter-Sweet (1858). Vidare märks dikterna Kathrina (1867) och The marble prophecy 
(1872), romanerna Miss Gilbert’s career (1867), Arthur Bonnicastle (1873) och The mistress of the manse (1874), en biografi över Lincoln (1865) med mera. Från 1870 till sin död redigerade han Scribners "Monthly Magazine" (sedan "The Century"). Complete Works utkom 1897 i 16 band.